# Upstage
Upstage is een Amerikaanse stomme film uit 1926 onder regie van Monta Bell. Destijds werd de film uitgebracht onder de titels De Revuester en Variétégeheimen.

## Verhaal
Dolly Haven is een jongedame van het platteland die hoopt een ster in het theater te worden. Ze trekt naar New York om haar dromen waar te maken en solliciteert naar een baan als stenografe in het kantoor van theaterproducent Sam Davis. Daar aangekomen ontmoet ze Johnny Storm, een acteur in de vaudeville, en denkt dat hij Davis is. Hij is onder de indruk van haar charme en onschuld en betrekt haar bij een van de acts. Deze act wordt zeer succesvol en Dolly gaat er met alle eer vandoor. Ondanks deze egoïstische daad worden ze verliefd op elkaar en redt hij haar uiteindelijk, als ze haar leven riskeert voor een gevaarlijke act.

## Rolbezetting
| Acteur           | Personage     |
| ---------------- | ------------- |
| Norma Shearer    | Dolly Haven   |
| Oscar Shaw       | Johnny Storm  |
| Tenen Holtz      | Sam Davis     |
| Gwen Lee         | Dixie Mason   |
| Dorothy Phillips | Miss Weaver   |
| J. Frank Glendon | Meneer Weston |
| Ward Crane       | Wallace King  |

## Achtergrond
Norma Shearer speelde eerder een vaudeville-actrice in de populaire film Pretty Ladies (1925) en er wordt aangenomen dat Upstage probeerde in te spelen op het succes daarvan. Tijdens de opnames raakte ze bevriend met Oscar Shaw, die ervoor zorgde dat ze carrière maakte in het theater. Het resultaat viel niet in de smaak bij recensenten. Het dagblad The New York Times was negatief verrast en schreef hogere verwachtingen te hebben van Monta Bell. Het tijdschrift Motion Picture sprak vol lof over Shaw en was overwegend positief over het verhaal. De criticus ervan garandeerde dat iedereen die deze film ging zien zich goed zou vermaken.
In Nederland werd de film onder andere uitgebracht onder de titel De Revuester. Het werd regelmatig verward met de film The Country Beyond (1926) (met Olive Borden), omdat de Nederlandse titel daarvan hetzelfde was.